# Saint-Cirgues-la-Loutre
 Saint-Cirgues-la-Loutre  là một xã thuộc tỉnh Corrèze trong vùng Nouvelle-Aquitaine miền trung Pháp.